# فيليب جارنر
فيليب جارنر (26 مارس 1946 في المملكة المتحدة - 2 سبتمبر 2009 في المملكة المتحدة) (بالإنجليزية: Phillip Garner)‏ هو لاعب كريكت بريطاني. لعب مع المقاطعات الوطنية للكريكيت الإنجليزي والويلزي ‏ وOxfordshire County Cricket Club ‏.

## وصلات خارجية
- فيليب جارنر على موقع إي آس بي آن كريك إنفو (الإنجليزية)